# Insula misterioasă (film din 1961)
Insula misterioasă (Jules Verne's Mysterious Island) este un film SF fantastic de aventuri britanic din 1961 regizat de Cy Endfield pentru Morningside Productions și Columbia Pictures. Rolurile principale au fost interpretate de actorii Michael Craig, Joan Greenwood și Michael Callan.
Bazându-se vag pe romanul Insula misterioasă (L'Île mystérieuse) de Jules Verne, filmul a fost produs de Charles H. Schneer și Ray Harryhausen.

## Rezumat
Câțiva soldați ai Uniunii scapă cu ajutorul unui balon cu aer cald dintr-o închisoare a Confederației în timpul Războiului Civil American. Ei se prăbușesc în ocean și sunt duși de curent pe o insulă necunoscută pe care trăiesc animale gigantice. Animalele sunt rezultatul experimentelor realizate de către căpitanul Nemo. El este binefăcătorul necunoscut al naufragiaților care se luptă pentru a supraviețui pe insulă. Un vulcan amenință să erupă. Grupul scapă de pe insulă pe o navă de pirați în timp ce vulcanul distruge insula. "Monștrii" cu care se întâlnesc naufragiații de-a lungul filmului sunt un crab gigant, o pasăre gigantă, albine gigante și un cefalopod gigant.

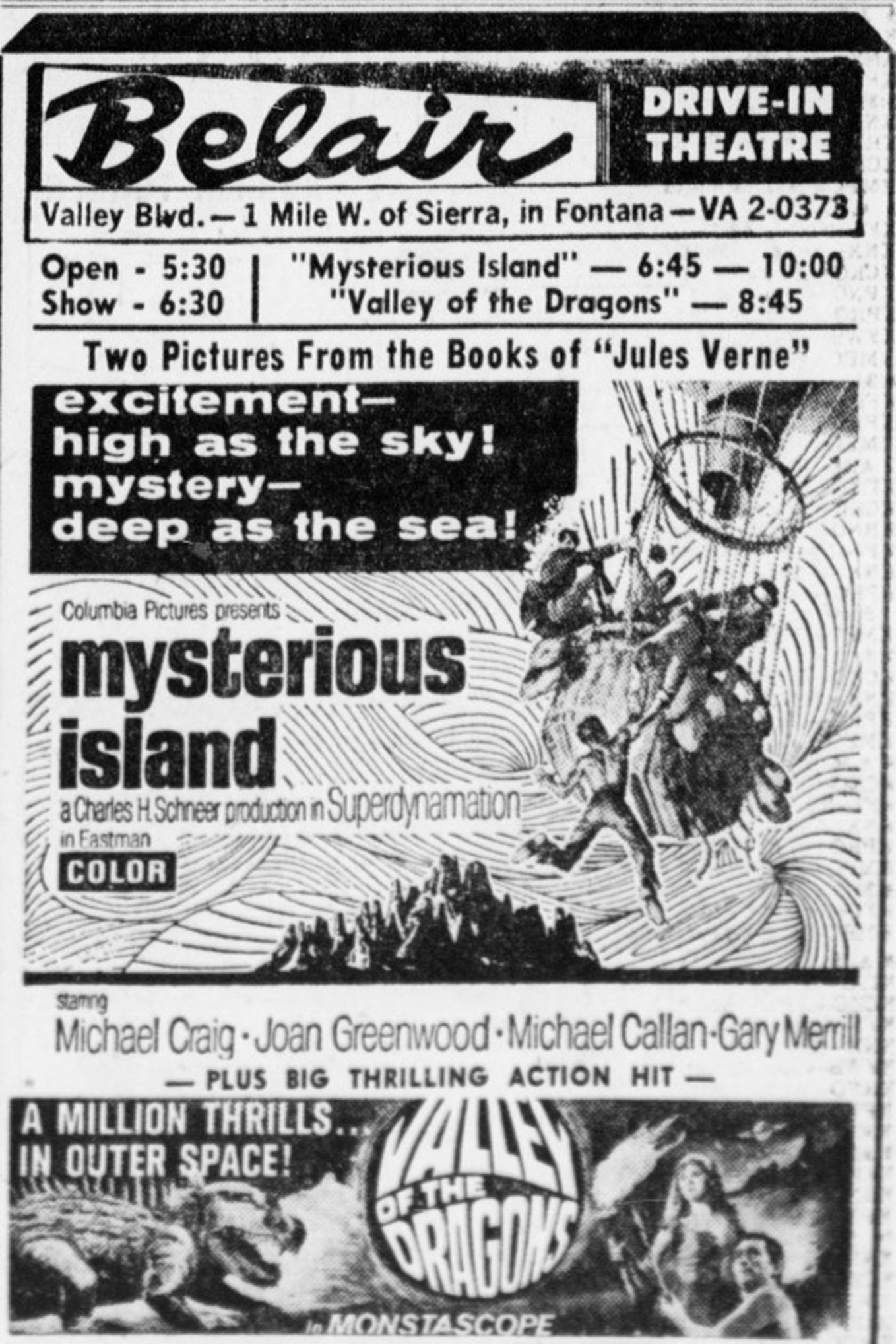
Reclamă Drive-in din 1961 pentru Mysterious Island și Valley of the Dragons.

## Distribuție
- Michael Craig – Căpitanul Cyrus Harding
- Joan Greenwood – Lady Mary Fairchild
- Michael Callan – Herbert Brown
- Gary Merrill – Gideon Spilitt
- Herbert Lom – Căpitanul Nemo
- Beth Rogan	– Elena Fairchild
- Percy Herbert – Sergent Pencroft
- Dan Jackson – Caporal Neb Nugent